# Ефебифобия
Ефебифобията е страх от младежта. Първоначално наречен „страх или омраза към тийнейджърите“, днес феноменът е признат за „неточна, преувеличена и сензационна характеристика на младите хора“ в редица култури по света. Изследванията на страха от младежта се срещат в социологията и младежките изследвания. Тя се отличава от педофобията по това, че е фокусирана по-скоро върху юноши, а не върху деца.

## Лексикология
Думата „ефебифобия“ се образува от гръцките думи ἔφηβος (ефибос) – „младеж“ или „юноша“ и φόβος (фобос) – „страх“ или „фобия“. Въвеждането на този термин се приписва на статия на Кърк Астрот от 1994 г., публикувана в Phi Delta Kappan. Днес се употребява често в международен план от социолози, правителствени агенции и младежки застъпнически организации, които определят ефебифобията като необичаен или ирационален и постоянен страх или омраза към тийнейджъри или юноши. 

### Подобни понятия
Терминът „педофобия“ е широко разпространен в Европа, за да опише гореспоменатия „страх от младежта“. „Педиафобията“ е страх от бебета и деца. Подобни термини включват „адултизъм“, което е склонност на възрастните да са предубедени към деца и младежи, и „възрастова дискриминация“, което описва дискриминация срещу всеки човек поради възрастта му.

## История
Смята се, че страхът от младежта, заедно със страха от уличната култура и страха от престъпността, съществува в западната култура от „незапомнени времена“. Твърди се, че Макиавели е осъзнал, че страхът от младежта е това, което е попречило на град Флоренция да поддържа постоянна армия. Твърди се също, че Древна Венеция и Древна Гърция са имали фалшива обществена политика поради страха си от младежта.
Смята се, че ранният американски пуританизъм разчита на страх от младежта, която се смята за олицетворение на приключенията и просветлението и следователно е разглеждана като податлива на „декадентския морал“. По време на Индустриалната революция популярните медии в Западна Европа и Северна Америка са в особено голяма степен ориентирани към разпространяването на страха от децата и младежите, за да продължат индустриализацията на училищното образование и в крайна сметка да премахнат младите хора от работното място, когато трудът им става ненужен поради към механизацията и притока на нова работна ръка.
Твърди се, че Франция след Втората световна война създава редица политики, които отразяват страха от младежта. „Изпратете ги на летни лагери, други настанете в поправителни домове, останалите да имат чист въздух, да построят спортни игрища...“ са били намеренията на младежките политики в онази епоха. След Втората световна война армията на Съединените щати определя нарастващия брой младежи в дълбокия Юг като проблематичен сценарий за националната сигурност. Анализаторите предполагат, че нарастването на страха от младежта в популярната култура може да се дължи на политиките за отбрана, създадени в отговор на тази заплаха.
„През 90-те години на миналия век се засили общественият страх от подрастващите“, причинен от „увеличения достъп на младите хора до оръжия, синдикализирането на териториални младежки банди в незаконни наркокартели, расистки стереотипи на градската младеж, академично и политическо угодничество, медийна лудост и вълна от обществено значими училищни стрелби по ученици от техни съученици“. „Сиатъл Уикли“ изрично цитира страха от младежта като движещ фактор зад вече несъществуващата Наредба за тийнейджърските танци в Сиатъл. Правителството на Тони Блеър във Великобритания въвежда Заповед за антисоциално поведение през 1998 г., която също се приписва директно на страха от младите. 

## Причини
Медии, търговци, политици, младежки работници и изследователи са замесени в поддържането на страха от младежта. Тъй като се очаква младите хора в развитите страни да стоят извън работната сила, всяка тяхна роля извън чисто потребителска е потенциално заплашителна за възрастните. Продаването на „безопасност“ на родители и учители също е движеща сила за съществуването на този страх, тъй като системите за домашна сигурност, мобилните телефони и използването на компютърно наблюдение се продават на родителите; а рентгеновите устройства, металотърсачите и видеонаблюдението все повече се продават на училищата с предпоставката, че на младите хора не трябва да се вярва. Тези стъпки са въпреки факта, че опитът постоянно показва, че наблюдението на младежите не помага много за предотвратяване на насилие или трагедии: масовото убийство в гимназията в Колумбайн се случи в сграда с видеонаблюдение и полиция в сградата.
Самото създаване на термините младеж, юношество и тийнейджър се приписва на страха от младежта. С индустриализирането на Западния свят, младите хора все повече са изключвани от работната сила, както принудителна, така и доброволна, и все повече са включвани в институции, където губят лична автономия в полза на социалния контрол. В САЩ например правителствените политики извън училищата също допринасят за този процес, тъй като през последните четиридесет години в цялата страна са въведени вечерен час, закони против безделничеството и безцелното шофиране и други закони, очевидно насочени към тийнейджърите. Съдилищата все повече се произнасят и в ущърб на правата на младите хора. Преди 40-те години на ХХ век тийнейджърите не са споменавани в заглавията на вестниците, защото не съществуват като обособена група. Въздействието на младежта след Втората световна война върху западното общество е огромно, до голяма степен водено от маркетинга, който подкрепя представянето им като „другите“.

## Ефекти
Смята се, че страхът от младежта съществува в целия Западен свят. Социологът Рей Олденбърг приписва разликата между поколенията и „нарастващата сегрегация на младите от възрастните в американското общество“ на „отчуждението на възрастните и страха от младите“.
Поне един виден икономист изказва предположението, че страхът от младежта може да има сериозни последици върху икономическото здраве на нациите. Все по-голям брой изследователи съобщават, че страхът от младите засяга здравето на демокрацията, като посочват, че хулене на младите е имало в миналото и продължава да подкопава общественото, социално, политическо, религиозно, и културно участие на настоящите и бъдещите поколения.
Тъй като засяга самите млади хора, ефебифобията е призната като пречка за успешни академични постижения, пречка за успешни програми за социална намеса и индикатор за неспособността на много възрастни да бъдат успешни родители.